# Jura (Schiff, 1852)
Die Jura war ein Glattdeck-Schaufelraddampfer in Holzbauweise, der für den Schiffsverkehr auf dem Neuenburgersee gebaut wurde.
Der Raddampfer ist nicht zu verwechseln mit der ebenfalls auf dem Neuenburgersee eingesetzten Schiff  Jura, welches 1864 auf dem Bodensee sank.
Das Schiff wurde durch die schweizerische Maschinenbaufirma  Escher Wyss AG mit Sitz in Zürich gebaut. Es war 34,35 m lang und wurde später auf 37,35 m verlängert. Zunächst war es für 300 Passagiere zugelassen; diese Zahl wurde später auf 250 reduziert. Der erste Besitzer war die Société des Bateaux a Vapeur du Lac de Neuchâtel. 1856 ging das Schiff in den Besitz der Société Centrale de Navigation und 1858 in den der Soc. Fribourgeoise de Navigation über.
Ab 1872 gehörte es zur Flotte der Société de Navigation sur les Lacs de Neuchâtel et de Morat. 1896 wurde die Cygne anlässlich einer größeren Überholung in Jura umgetauft. Mehrmals erhielt das Schiff neue Maschinen und Kessel.

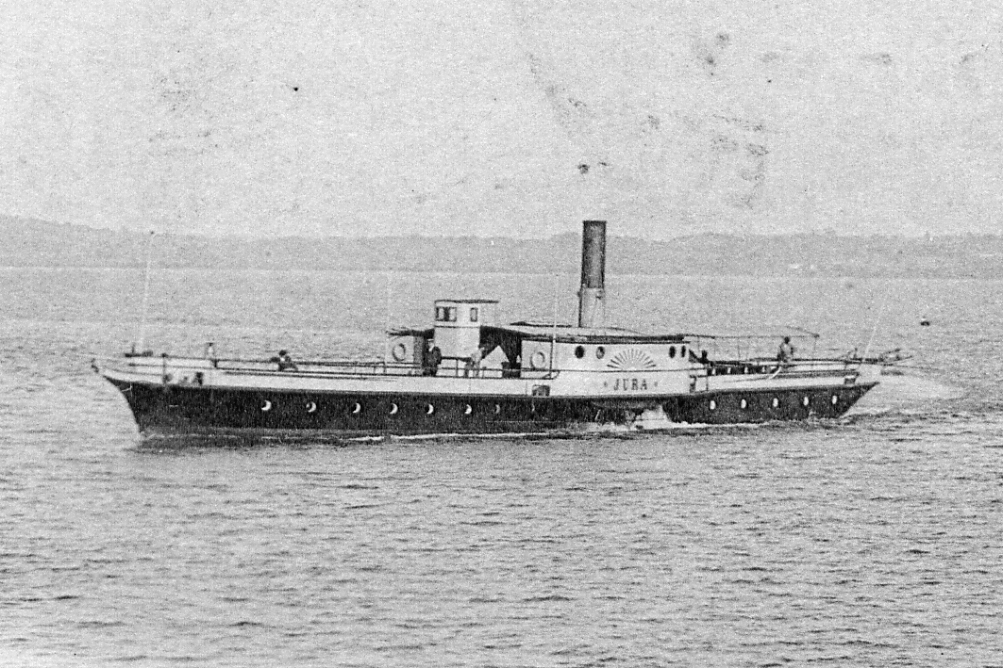
Die Jura um 1899 vor dem Hafen von Neuchâtel. Aufnahme von Émile Chiffelle